# Моріс Андре
Моріс Андре (фр. Maurice André; 21 травня 1933, Алес, департамент Гар — 25 лютого 2012, Байонна) — французький класичний сурмач, один з найбільших музикантів XX століття, який багато зробив для відродження інтересу до труби як до серйозного інструменту класичної музики.

## Біографія
Андре народився в сім'ї шахтарів. Перші уроки гри на трубі отримав від батька — музиканта-аматора, і незабаром серйозно зацікавився музикою. Поступивши в 1951 в Паризьку консерваторію до професора Раймона Сабаріка, він блискуче закінчив її з першими преміями за класами корнета і труби через рік. Після закінчення консерваторії Андре став солістом оркестру Товариства концертів консерваторії і досить швидко висунувся в число найпомітніших французьких музикантів свого покоління. C 1953 грав в Оркестрі Ламуре (до 1960) і оркестрі Французького радіо (до 1962). Після перемоги на престижних конкурсах у Женеві (1955) і Мюнхені (1963) Андре здобув світову популярність і почав активну сольну кар'єру. Він був одним з перших, хто став крім труби грати також на малій трубі, виконуючи твори композиторів епохи бароко. З 1967 по 1978 викладав в Паризькій консерваторії, де ввів у навчальну програму навчання на малій трубі. Виховав більше сотні висококласних сурмачів, серед яких — Бернар Сустро, Гі Туврон та інші. У 1980-ті часто виступав на телебаченні, що дозволило широкій аудиторії оцінити його видатну майстерність.

## Творчість
Андре — один з найбільших світових музикантів XX століття, у 2003 році гільдія сурмачів офіційно визнала його «сурмачем століття». Відродивши інтерес до труби як до серйозного концертного інструмента, він надихнув різних композиторів на створення нових творів для цього інструменту. Йому присвячені концерти Анрі Томазі, Бориса Блахера, Андре Жоліве і низки інших композиторів. Як соліст виступав з провідними диригентами: Гербертом фон Караяном, Карлом Ріхтером, Рікардо Муті. Випустив понад 250 дисків, багато з яких стали золотими та платиновими.
Свій останній концерт дав у 2004 році.

## Відзнаки
Андре — кавалер ордена Почесного легіону, почесний член Королівської академії Лондона, володар золотої медалі Академії мистецтв і літератури та інших нагород.
Официальный сайт Мориса Андре www.maurice-andre.com